# Padronelo
Padronelo ist eine Gemeinde im Nordwesten Portugals.
Padronelo gehört zum Kreis Amarante im Distrikt Porto, besitzt eine Fläche von 2,5 km² und hat 754 Einwohner (Stand 19. April 2021).